# Viborg
Viborg (anhörenⓘ) ist die Hauptstadt der dänischen Region Midtjylland. Sie ist die sechst-bevölkerungsreichste Stadt der Region mit 43.645 Einwohnern. Die zugehörige Viborg Kommune bewohnen 97.621 Einwohner (Stand: 1. Januar 2025).
Die Stadt hieß ursprünglich Vibjerg, was auf altnordisch ungefähr „der geweihte Platz auf der Höhe“ bedeutet. Im Mittelalter wurde Vibjerg zu Viborg.

## Geografie
Viborg liegt im Landesinnern, nur wenige Kilometer vom geografischen Zentrum Jütlands. Die Umgebung der Stadt ist eine hügelige Moränenlandschaft. Wenige Kilometer westlich von Viborg findet man die sogenannte Eisrandlinie aus der letzten Eiszeit, weiter westlich ist die Landschaft durch Schmelzwasserablagerungen eben ausgeformt. Viborg markierte schon früh einen Verkehrsknotenpunkt. Hier laufen bis heute Straßen aus dem Norden (Aalborg, Løgstør), dem Westen (Holstebro, Skive) und dem Osten (Randers, Hobro) zusammen, und setzen sich fort im sogenannten Ochsenweg bis zur dänisch-deutschen Grenze und weiter durch Schleswig-Holstein bis nach Hamburg. Der alte Hafen von Viborg lag 10 km nördlich bei Hjarbæk. Von hier konnten Schiffe früher durch den Limfjord bis nach Aalborg und von dort ins offene Meer gelangen.

## Geschichte
Ein Gründungsdatum der Stadt Viborg ist nicht überliefert. In der isländischen Saga über Gisli Sursson wird erwähnt, dass Gisli und zwei Gefährten im Jahre 961 nach Viborg kamen und hier den Winter im Hause eines Mannes namens Sigurdhaddur verbrachten, bevor sie wieder nach Island fuhren. Da die Saga erst im 12. Jahrhundert niedergeschrieben wurde, kann diese Angabe aber nicht als ein Beweis für das Alter der Stadt dienen. Archäologisch hat man im alten Stadtteil Überreste von mehreren Bauernhöfen aus der Wikingerzeit – d. h. dem 9. Jahrhundert – gefunden. Um das Jahr 1000 wurde eine Straße angelegt, wo jetzt die Store Sct. Peders Stræde (Große Sankt Peter Gasse) liegt. Zur gleichen Zeit wurde wahrscheinlich die erste Kirche gebaut. Im Jahr 1060 wurde Jütland in Bistümer eingeteilt und Viborg Bischofssitz. Wenige Jahre später wurde mit dem Bau des Domes begonnen, wahrscheinlich an der Stelle eines heidnischen Heiligtums.
Viborg wurde früh der Versammlungsort des Landsthings für Norderjütland. Auf dieser Volksversammlung wurde unter anderem den Königen gehuldigt, Gesetze verhandelt und Gericht gehalten. Viborg war somit im Mittelalter kirchliches und politisches Machtzentrum Jütlands. Viborg verfügte im Mittelalter neben dem Dom mit Domkapitel über fünf Klöster und zwölf Pfarrkirchen. Im Jahre 1529 wurde die lutherische Reformation in Viborg eingeführt, kurz danach wurden die Klöster und die Pfarrkirchen vom König zum Abriss freigegeben. Nur die Dominikanerkirche (Sortebrødre Kirke) und ein Teil des Franziskanerklosters blieben erhalten. Als in Dänemark im Jahre 1660 der Absolutismus und das Erbkönigtum eingeführt wurden, büßte das Landsthing seinen Einfluss ein, womit auch die Stadt an Bedeutung verlor. Das Landsthing wurde 1806 als politische Institution aufgelöst und durch ein Oberlandesgericht ersetzt. 1726 wurde Viborg von einem verheerenden Brand heimgesucht. Die Hälfte der Stadt, darunter auch Dom und Rathaus, fielen in Schutt und Asche. Erst nach mehr als hundert Jahren hatte sich die Stadt einigermaßen von dieser Katastrophe erholt. Mit dem Anschluss an das dänische Eisenbahnnetz 1863 begann der wirtschaftliche Wiederaufstieg Viborgs.

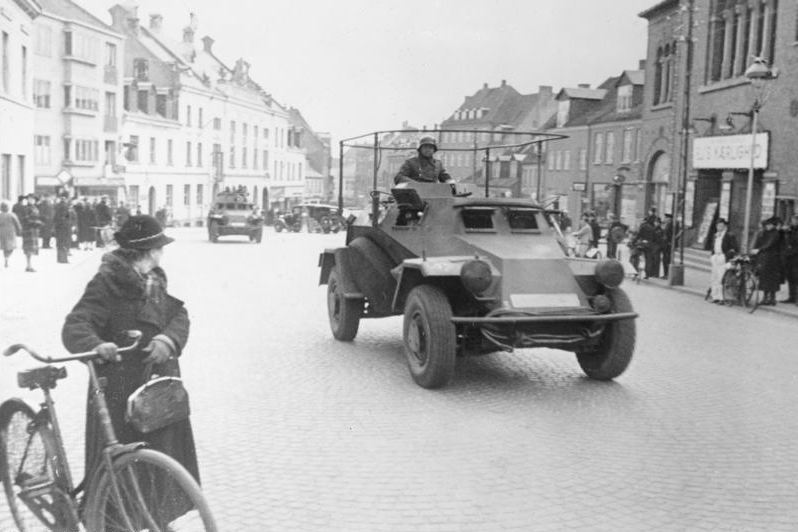
Panzerspähwagen der Wehrmacht in Viborg (Dänemark), April 1940

Im Zweiten Weltkrieg wurde Viborg von Truppen der deutschen Wehrmacht besetzt.

## Viborg heute
Viborg ist bis heute eine Stadt mit vielen öffentlichen Einrichtungen und zahlreichen Beamten geblieben. Es ist Verwaltungssitz der Kommune Viborg und der Region Midtjylland und Sitz des Vestre Landsret, dem Berufungsgericht für Jütland. Nach wie vor ist Viborg Sitz eines evangelisch-lutherischen Bischofs. Auch das Landesarchiv für Norderjütland findet man hier. Seit 2001 ist Viborg nicht mehr Garnisonsstadt. Auf dem Gelände der früheren Kaserne ist ein Ausbildungszentrum entstanden, in dem die zahlreichen weiterführenden Schulen der Stadt untergebracht worden sind. Bekannt ist die Medienschule, die für Film und Fernsehen ausbildet.

## Wirtschaft und Infrastruktur
Im späten 19. Jahrhundert wurde Viborg Standort für die Textil-, Tabaks- und Lebensmittelindustrie. Heute sind diese Industriezweige weitestgehend verschwunden und durch metallverarbeitende Betriebe (Bau von Windkraftanlagen und Kühlaggregaten) ersetzt worden. Die Wirtschaft Viborgs wächst hauptsächlich im Dienstleistungsbereich.

### Unternehmen
Der Recyclingspezialist von Altreifen Genan hat in der Stadt seinen Sitz. Das Unternehmen Hedeselskabet (dt. Heidegesellschaft), das in der dänischen Forstwirtschaft sowie in der Pflege von Grünanlagen führend ist und 1000 Mitarbeiter beschäftigt, hat in Viborg seinen Hauptsitz.

### Verkehr
In Viborg kreuzen sich die Hauptstraßen A13 (Aalborg – Vejle) und A16 (Randers – Holstebro). Viborg hat eine Station an der Bahnstrecke Langå–Struer. In Langå hat diese Anschluss an die Bahnstrecke Randers–Aarhus und weiter nach Kopenhagen und Padborg. Vom Flughafen Karup 25 km südwestlich der Stadt besteht eine Flugverbindung nach Kopenhagen.

## Sehenswürdigkeiten in Viborg und Umgebung

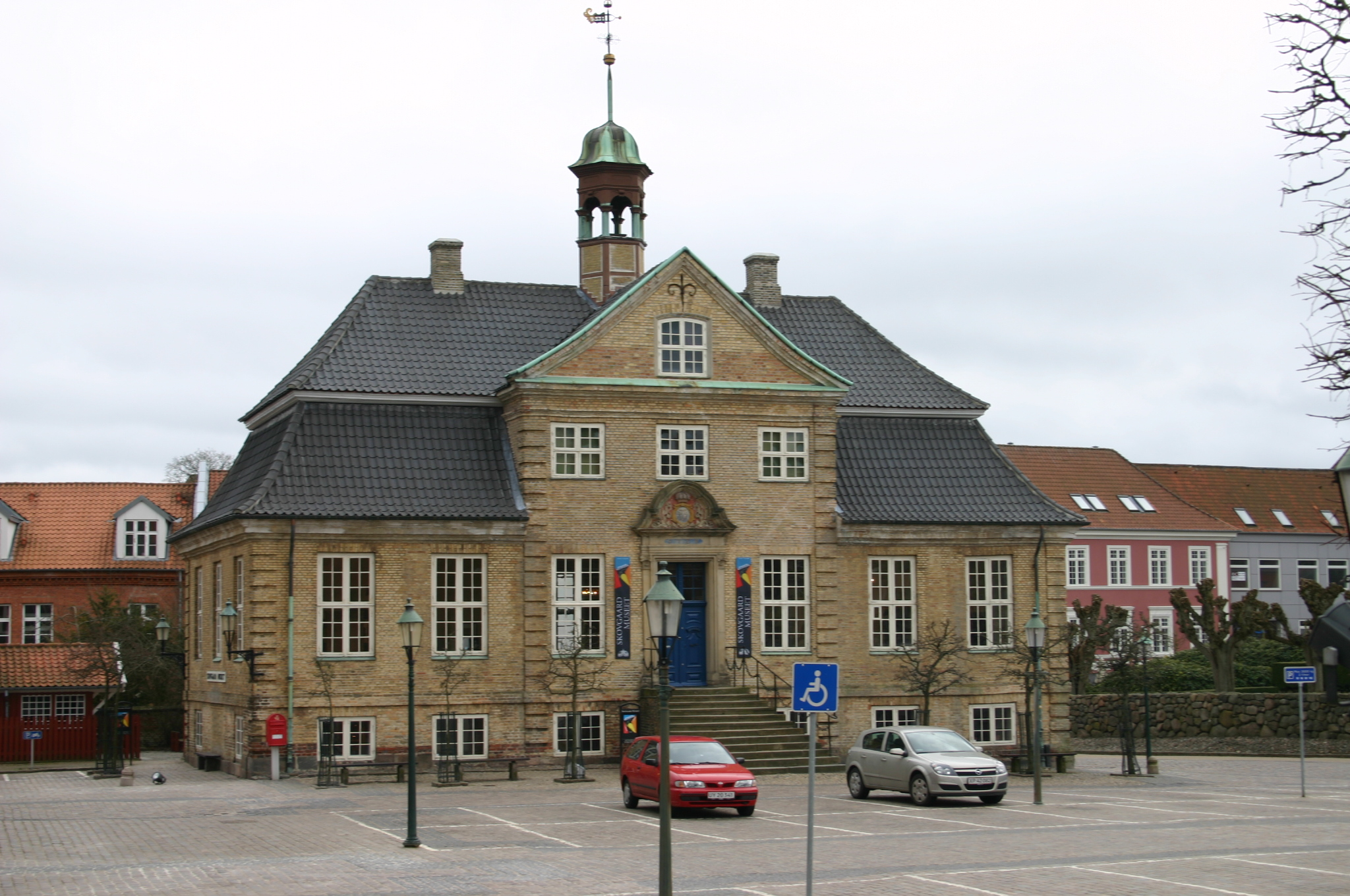
Rathaus von Viborg, erbaut 1728, Zustand 2009

- Dom zu Viborg mit Fresken (1901–1906) sowie Ölgemälden von Joakim Frederik Skovgaard
- Sortebrødre Kirke (ehemalige Dominikanerkirche). Altar mit Holzschnitzerei aus dem 16. Jahrhundert
- Hans-Tausen-Gedenkpark mit Denkmälern von Hermann Ernst Freund und Bjørn Nørgaard. Der Reformator Hans Tausen predigte 1525 in Viborg.
- Viborg Museum (Heimatmuseum) am Hjultorvet
- Skovgaard Museet. Kunstmuseum im Alten Rathaus, hauptsächlich für die Mitglieder der Künstlerfamilie Skovgaard
- Häuser in der Sct. Mogens Gade, 16. bis 18. Jahrhundert
- Rathaus, erbaut 1728 nach Plänen vom Altonaer Stadtbaumeister Claus Stallknecht
- Huldigungsmonument, Sct. Mogens Gade
- Søndermarkskirken. Moderne Rundkirche des einheimischen Architekten Svend Frandsen von 1981. Als Taufbecken dient eine enorme Jakobsmuschel.

- Hald Sø (Burgruine) und Dollerup Bakker, landschaftlich schöne Partie südlich der Stadt
- Kalkgruben in Mønsted und Daugbjerg
- Energimuseet. Elektrizitätsmuseum im 20 km entfernten Bjerringbro-Tange
- Ganggrab von Bigum liegt 20 km nordöstlich.

## Sport
Viborg ist besonders im Handball stark vertreten. Das Damenteam des Viborg Håndbold Klub (VHK) wurde mehrmals dänischer Meister und gewann dreimal die EHF Champions League (2006, 2009, 2010).
Alljährlich wird in Viborg im Monat Juni eine große Volkswanderung, Hærvejsmarchen (dt. Ochsenwegmarsch), veranstaltet.

## Städtepartnerschaften
- Lüneburg, Deutschland
- Hamar, Norwegen
- Lund, Schweden
- Porvoo, Finnland
- Dalvíkurbyggð, Island
- Marijampolė, Litauen
- Kecskemét, Ungarn

## Persönlichkeiten

### Söhne und Töchter der Stadt
- Niels Aagaard (1612–1657), dänischer Schriftsteller und Gelehrter
- Christen Aagaard (1616–1664), dänischer Dichter
- Christian Christopher Zahrtmann (1793–1853), dänischer Vizeadmiral und Marineminister
- Jesper Jespersen von Bahnson (1827–1909), Generalleutnant und Kriegsminister
- Benjamin Christensen (1879–1959), Stummfilmregisseur
- Christen Jørgensen (1879–1962), Kameramann
- Ejnar Gross (1895–1962), Maler
- Olaf Wieghorst (1899–1988), nach Amerika ausgewandert, wo er als der Maler des wilden Westens bekannt geworden ist
- Aage V. Reiter (1901–1982), dänischer Dichter
- Margrethe Kruse (1908–1983), dänische Präsidentin des International Council of Nurses
- Laurits „Lasse“ Winsløw Nielsen (1911–2006), dänischer Kunstmaler, Bildhauer und Grafiker
- Henning Rasmussen (1926–1997), Politiker
- Johan Otto von Spreckelsen (1929–1987), Architekt, bekannt für den neuen Triumphbogen in Paris
- Erik Schack (* 1938), Richter
- Finn Døssing (1941–2022), Fußballspieler
- Ann-Marlene Henning (* 1964), Psychologin, Autorin und Fernsehmoderatorin
- Frank Hvam (* 1970), Schauspieler und Comedian
- Nikolaj Bredahl Jacobsen (* 1971), Handballspieler und -trainer
- Kamilla Bech Holten (1972–2008), Moderatorin, Journalistin und Schauspielerin
- Morten Lund (* 1972), Jazzmusiker
- Christina Scherwin (* 1976), Leichtathletin
- Mia Wagner (* 1977), Unternehmerin und Politikerin
- Lise Rønne (* 1978), Moderatorin
- Rikke Skov (* 1980), Handballspielerin
- Ann Grete Nørgaard (* 1983), Handballspielerin
- Rasmussen (* 1985), eigentlich Jonas Flodager Rasmussen, Sänger
- Marie Bjerre (* 1986), Politikerin
- Anders Primdahl Vistisen (* 1987), Politiker
- Mathilde Kristensen (* 1993), Handballspielerin
- Helena Mikkelsen (* 1996), Handballspielerin
- Cecilie Brandt (* 2001), Handballspielerin
- Oliver Juhl (* 2001), Handballspieler
- Anton Gaaei (* 2002), Fußballspieler
- Ida Hoberg (* 2003), Handballspielerin

### Personen mit Beziehung zur Stadt
- Sankt Kjeld (12. Jahrhundert), Dompropst, 1188 heiliggesprochen
- Gunner (1152–1251), Bischof, Mitverfasser des jütischen Gesetzes
- Claus Stallknecht (1681–1734), Baumeister für den Wiederaufbau der Stadt
- Hans Christian Cornelius Mortensen (1856–1921), Ornithologe, hat die wissenschaftliche Beringung von Zugvögeln eingeführt
- Peter Seeberg (1925–1999), Schriftsteller, Museumsdirektor
- Peer Hultberg (1935–2007), Schriftsteller, Psychoanalytiker, wuchs in Viborg auf
- Ulrik Wilbek (* 1958), Handballtrainer beim Viborg HK